# Condado de Benton (Washington)
El condado de Benton, Benton County en idioma inglés, es un condado situado en el centro-sur de los EE. UU. el estado de Washington. El río Columbia demarca los límites norte, sur, este. En 2000, su población era de 142.475. La ciudad cabecera es Prosser, y su ciudad más grande es Kennewick. Debe su nombre en honor al senador de Misuri Thomas Hart Benton.
El Condado se creó en las afueras del Condado de Klickitat el 8 de marzo de 1905.
Según la Oficina del Censo de los EE. UU., el condado tiene una superficie total de 4.559 km ², de los cuales 4.411 km ² son de tierra 148 km ² de la misma (3,24%) son de agua.

## Condados limítrofes
- Condado de Grant - norte
- Condado de Franklin - noroeste
- Condado de Walla Walla - este
- Condado de Umatilla - sur/sudoeste
- Condado de Morrow - sur/sudoeste
- Condado de Klickitat - oeste/sudoeste
- Condado de Yakima - oeste

## Localidades
- Benton City (2.624)
- Finley (5.770)
- Highland (3.388)
- Kennewick (65.118)
- Prosser (4.838)
- Richland (38.708)
- West Richland (8.385)

### Otras comunidades
- Hanford (pueblo fantasma)
- Kiona
- Paterson
- Plymouth
- White Bluffs (pueblo fantasma)
- Whitstran

## Viñedos
La zona siempre fue principalmente como un centro agrícola, desde la llegada de los blancos por los estadounidenses. El aumento de la viticultura ha tenido un profundo impacto en la agricultura y la industria del turismo en las dos últimas décadas, y ha modificado en muchos aspectos de la reputación de la región. En la zona hay bodegas y salones de degustación.